# 夷国
夷国，先秦小型方国，妘姓，在今青岛市即墨区西。
夷是对东方人群的称呼，夷国是东夷中的一国。前722年八月，纪国（今山东省寿光市）人讨伐夷国。夷国没有前来报告鲁国，所以《春秋经》不加记载。。后来夷国灭亡。国土归属齐国。